# Odette Jarassier-Boubou
Pour les articles homonymes, voir Boubou.
Odette Jarassier-Boubou, née Odette Jarassier et devenue Odette Boubou après son mariage, est une résistante française née le 28 août 1909 à Limoges et morte à Tours le 15 mars 2012.

## Biographie
Sa famille arrive à Tours en 1916 où son père travaille au chemin de fer à Saint-Pierre-des-Corps. Elle travaille en usine de 1924 à 1928 puis en tant qu'employée hospitalière,. Au printemps 1928, elle rencontre un cordonnier, Renée Boubou qu'elle épouse le 13 octobre.

### Militantisme
En novembre 1935, elle s'engage avec son mari dans le parti communiste français. Ils s'impliquent dans le Front Populaire et soutiennent les républicains espagnols. Elle devient l’une des dirigeantes du comité départemental des femmes contre la guerre et le fascisme. Elle est élue en 1937 membre du comité régional du PCF jusqu'à sa dissolution en 1939.

### L'engagement
Dès octobre 1940, elle entre en résistance. Son mari, Henri Boubou, travaille clandestinement dans un réseau communiste d’impression et de distribution de journaux clandestins du PCF. Il est arrêté et fusillé comme otage le 21 septembre 1942 au Mont-Valérien (Suresnes),. Il est décoré de la médaille de la Résistance française à titre posthume.

### L'arrestation et la déportation
Le 22 février 1942, elle est arrêtée par la police française. Elle est emprisonnée par les nazis à la Prison de la Santé et à Romainville. Elle aurait dû faire partie du convoi des 31 000 du 24 janvier 1943, mais elle est hospitalisée à l’hôpital militaire du Val-de-Grâce lors de la formation de ce convoi à destination du camp de femmes de Birkenau. Elle est déportée dans le convoi de femmes suivant, le 28 avril 1943, parti de Compiègne vers Ravensbrück (convoi I.95),. Elle porte le matricule 19244,. Elle y passe deux ans et est libérée par la Croix rouge suédoise en avril 1945,.

### Retour à la vie civile
Elle vit la majeure partie de sa vie à Saint-Pierre-des-Corps. Elle décède à Tours le 15 mars 2012. Elle lègue son corps à la science.

## Vie privée
Elle se marie avec Henri Boubou (1904-1942).
Veuve, elle se remarie le 5 janvier 1946 avec Stéphane Doumas à Saint-Martin-le-Beau (Indre-et-Loire), dont elle divorce en 1966.
Elle était mère de trois fils,.

## Distinctions et hommages
- Officier de la Légion d'honneur (2000)[2],[4],[10]
- Médaille militaire[2],[10]
- Croix de guerre 1939–1945[2],[10]
- Croix du combattant volontaire de la Résistance[2],[10]
- Croix du combattant[3]
- Médaille de la déportation pour faits de Résistance[2],[10]
- Le 25 avril 2021, un hommage lui est rendu pendant une cérémonie de journée à la mémoire des victimes de la déportation[11]